# Opomyza decora
Opomyza decora är en tvåvingeart som beskrevs av Oldenberg 1910. Opomyza decora ingår i släktet Opomyza och familjen gräsflugor.
Artens utbredningsområde är Italien. Inga underarter finns listade i Catalogue of Life.